# هيدأكي كاوامورا
هيدأكي كاوامورا (باليابانية: 河村英昭؛ بالكانا: かわむら ひであき) هو منافس ألعاب قوى ياباني، ولد في 15 سبتمبر 1974 في مياغي في اليابان.

## وصلات خارجية
- هيدأكي كاوامورا على موقع الاتحاد الدولي لألعاب القوى (الإنجليزية)
- هيدأكي كاوامورا على موقع أوليمبيديا (الإنجليزية)